# Linapacan (eiland)
Linapacan is samen met Busuanga, Culion en Coron een van de grotere eilanden van de Calamianeilanden. Het ligt in het zuiden van de eilandengroep net ten noordoosten van Palawan.
In de buurt van het eiland ligt een olieveld, dat geëxploiteerd wordt door Nido Petroleum. Het dichtstbijzijnde vliegveld is te vinden op Busuanga

## Geografie

### Bestuurlijke indeling
Het eiland Linapacan is het grootste eiland van de gemeente Linapacan en ligt ten noordoosten van het eiland Palawan.

## Fauna van Linapacan
Een bijzondere en zeldzame vogel die alleen voorkomt op dit eiland en de omliggende eilanden is de Palawanvlagstaartpapegaai (Prioniturus platenae). Een andere bijzondere vogelsoort die hier voorkomt is de Palawanneushoornvogel (Anthracoceros marchei).